# Teoria del complotto

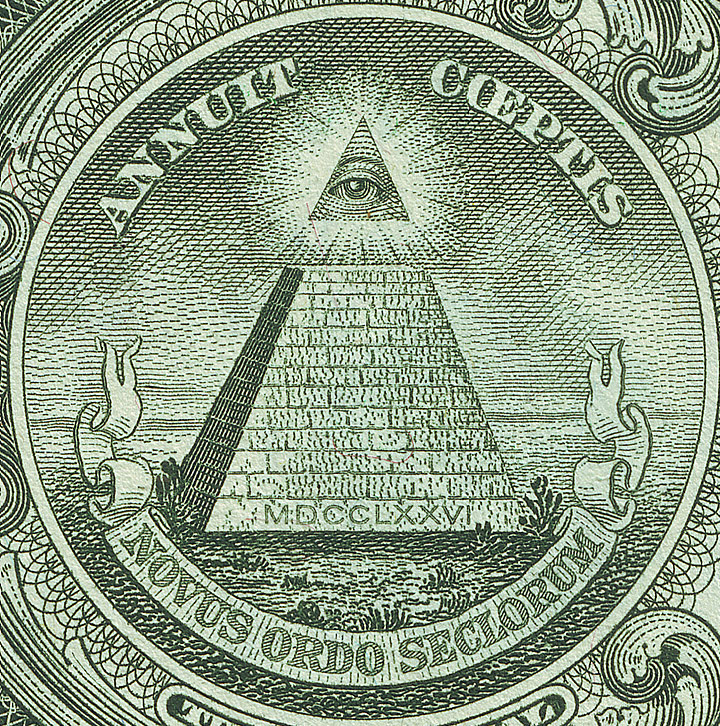
L'Occhio della Provvidenza, o «l'occhio di Dio che tutto vede», visto qui sulla banconota da 1 dollaro americano, è considerato dai complottisti come la prova di una cospirazione che coinvolge i padri fondatori degli Stati Uniti d'America e gli Illuminati

Una teoria del complotto o della cospirazione (talvolta nella forma aggettivale: teoria complottista o cospirativa) è una teoria o spiegazione di un evento o una situazione, spesso alimentata da motivazioni politiche, che ne attribuisce cause e responsabilità a una cospirazione ordita da gruppi elitari e potenti (spesso detti «poteri forti»).
La spiegazione così offerta opera apoditticamente perché viene sostenuta - pur essendovi altre spiegazioni, già fornite, che sarebbero più plausibili - ricorrendo ad una metodologia estremamente «semplicistica» nel descrivere situazioni complesse. 
Le teorie del complotto sono infatti restie alle critiche e al principio di falsificabilità; al contrario trovano forza nella logica circolare: sia le prove che confutano il complotto che l'assenza di prove a favore della sua esistenza sono reinterpretate dai complottisti come indiscutibili dimostrazioni della sua verità, per cui la cospirazione diventa una questione di fede piuttosto che qualcosa che può essere provato o confutato.
La ricerca suggerisce che l'ideologia complottista – la fede nelle teorie del complotto – può essere psicologicamente dannosa o patologica e che è correlata a scarso pensiero analitico, basso quoziente d'intelligenza, proiezione psicologica, paranoia e machiavellismo. Gli psicologi attribuiscono il trovare teorie del complotto lì dove non ce ne sono a un fenomeno mentale chiamato «apofenia».
Storicamente, le teorie del complotto sono state strettamente legate alla diffusione di pregiudizio, propaganda, caccia alle streghe, guerre e genocidi.
Le teorie del complotto, un tempo limitate a un pubblico più marginale e ristretto, sono diventate un luogo comune nei media di massa, emergendo come un fenomeno culturale tra la fine del XX e l'inizio del XXI secolo. Sono diffuse in tutto il mondo e sono spesso credute comunemente, alcune dalla maggioranza della popolazione.

## Differenze semantiche
Una «teoria del complotto» non è la stessa cosa di una cospirazione; essa però spesso presuppone la cospirazione, perché spiega l'ostilità con cui viene accolta, non con le sue intrinseche debolezze argomentative, bensì con una cospirazione ipotizzata con caratteristiche specifiche. In altri termini la carenza del consensus tradizionale (talvolta detto «mainstream») - tra quelle persone, come scienziati o storici, che sono qualificate per valutare l'accuratezza di una tesi - viene spiegata come derivante da una decisione assunta consapevolmente, da un gruppo di potere: non la fragilità o l'autoassertività della teoria complottista, ma una decisione segreta e interessata di qualcuno ne produrrebbe la connotazione negativa, diffondendo la convinzione che il credere a tali teorie sia una pratica basata sul mero pregiudizio e su prove insufficienti.
Le stesse misure, assunte spesso da think tank, volte a confutare la plausibilità delle teorie del complotto, rischiano talvolta di essere fatte oggetto di accusa di cospirazione: eppure i provvedimenti di contrasto delle teorie del complotto sono assunti pubblicamente, da organismi pubblici o privati competenti ed individuabili, e sono volti alla preservazione della società aperta ed al miglioramento delle capacità di pensiero analitico del pubblico in generale.

## Storia
L'espressione "teoria del complotto" venne utilizzata per la prima volta negli Stati Uniti nel 1964, in relazione all'assassinio di John Fitzgerald Kennedy. In particolare l'espressione venne usata per descrivere collettivamente le varie voci critiche nei confronti delle conclusioni della Commissione Warren (la commissione ufficiale incaricata di indagare sull'assassinio) pubblicate in quell'anno. Sebbene inizialmente non avesse una connotazione particolare, il termine ha assunto nel tempo una valenza sostanzialmente dispregiativa, sottintendendo implicitamente che il contenuto di tali voci critiche sia di per sé poco credibile. 
Il sintagma si attaglia a definire vari fenomeni già avvenuti nella storia, soprattutto agli inizi del XX secolo nella nuova società di massa: richiami in tal senso si colgono nelle dittature (vedasi la Germania nazista e l'Unione Sovietica), ma non solo.
Il movimento mondialista fu preso in considerazione negli ambienti esoterici, soprattutto da parte di Rudolf Steiner che denunciava apertamente l'operato di confraternite occulte, di matrice anglo-americana, tendenti a imporre una sorta di imperialismo economico planetario ma il cui vero scopo era il predominio culturale e spirituale sull'umanità. Sostenendo quanto fosse urgente prendere coscienza che delle potenze malefiche stessero realmente cercando di ostacolare il cammino evolutivo delle persone, Steiner descrisse più volte il modo in cui queste logge facessero ricorso anche a rituali esoterici per attuare le loro strategie geo-politiche, pilotando ad esempio lo scoppio della prima guerra mondiale, o l'avvio dell'esperimento socialista in Russia.
A partire dagli anni '90 del XX secolo, grazie all'attività di alcuni giornalisti come David Icke, ma soprattutto dall'inizio del XXI secolo, il fenomeno ha avuto un grande sviluppo e risonanza grazie ai mezzi di comunicazione di massa a causa degli eventi eccezionali legati agli attentati dell'11 settembre 2001 e lo sviluppo della teoria del complotto del nuovo ordine mondiale. Una descrizione degli obiettivi e dell'azione delle confraternite occulte è stata offerta inoltre dallo scrittore russo Sergej Olegovič Prokof'ev.
Le teorie del complotto furono spesso usate come giustificazione da parte di terroristi, alcuni quali Timothy McVeigh e Anders Breivik, nonché da governi e Stati come la Turchia. L'infiltrazione delle ipotesi alternative sull'AIDS, promosse dai complottisti, nelle istituzioni in Sudafrica ha causato circa 330 000 morti per la malattia, QAnon e il complottismo riguardo ai risultati delle elezioni presidenziali negli Stati Uniti d'America del 2020 hanno portato all'assalto al Campidoglio del 2021, mentre la convinzione nelle teorie del complotto riguardo agli alimenti geneticamente modificati ha portato il governo dello Zambia a rifiutare gli aiuti alimentari durante una carestia, in un momento in cui 3 milioni di persone nel Paese soffrivano la fame.
Nell'età contemporanea le teorie del complotto si sono dimostrate un ostacolo significativo al miglioramento della salute pubblica, incoraggiando, tra le altre, l'opposizione alla vaccinazione e alla fluorizzazione dell'acqua, e sono state collegate a epidemie di malattie prevenibili con i vaccini. Altri effetti delle teorie del complotto includono la riduzione della fiducia nelle prove scientifiche, la radicalizzazione e il rafforzamento ideologico di gruppi estremisti e conseguenze negative per l'economia.

## Caratteristiche
Di solito queste teorie attribuiscono la causa di un evento all'azione di cospiratori, che spesso offrirebbero una ricostruzione artefatta degli avvenimenti, e chiamerebbero in causa le istituzioni preposte, talvolta anche accusandole di essere presunte colpevoli di occultamento della verità e di insabbiamento delle eventuali indagini. Questo tipo di ricostruzione tende spesso a essere critica nei confronti del senso comune e/o della verità circa gli avvenimenti comunemente accettati dall'opinione pubblica.
La proliferazione e diffusione di teorie del complotto venne agevolata anche dalla convinzione, sviluppatasi in seno alla pubblica opinione, che la cultura di massa non esaurisca la sua funzione nell'intrattenimento, ma sia in grado di veicolare "profonde verità che un mondo dominato da ‘poteri forti' impegnati a nascondere la Verità (con la V maiuscola) permetterebbe di esprimere soltanto in questa forma". Talvolta anche l'industria dell'intrattenimento avrebbe trattato tali temi (basti pensare a telefilm, cinema, letteratura di genere) che si presterebbero a un pubblico molto ampio proprio per la loro facile e immediata fruibilità come prodotti di disimpegnato intrattenimento.
Tali teorie, che sovvertono spesso il senso comune o la verità comunemente accettata, talvolta potrebbero essere considerate come un processo di mitopoiesi, che comporta la creazione di vere e proprie "mitologie religiose". Alcuni studi empirici indicherebbero che la credulità verso i complotti sia aiutata da un approccio epistemologico relativista che blocca lo sviluppo di un pensiero critico personale, per superare il quale è necessario imparare gli elementi costitutivi del metodo scientifico. Secondo questi studi è stato dimostrato che questo relativismo, per il quale ogni forma di conoscenza è un’opinione alla pari di altre, è in gran parte diffuso tra persone che possiedono un’istruzione superiore non seguita da una specializzazione.

### Complottismo

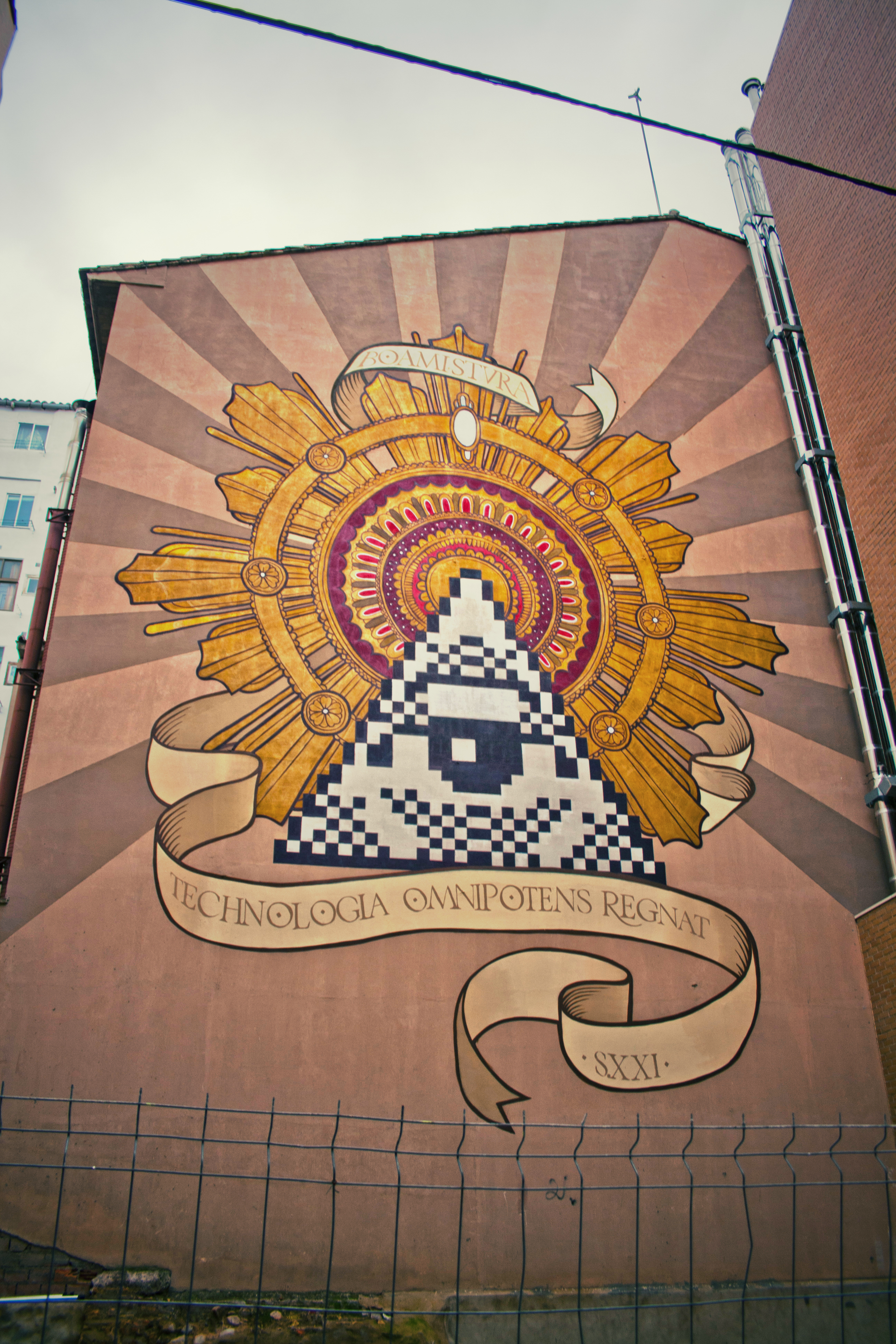
Uno dei simboli degli Illuminati riprodotto con "pixel" in un murale di Saragozza. La frase latina recita: Technologia Omnipotens Regnat ("La tecnologia domina onnipotente").

Solitamente il termine "complottismo" viene usato per designare in modo negativo il punto di vista di chi crede alle più svariate teorie alternative in modo ritenuto acritico e fideistico e senza sentire ragioni di sorta, per sottolineare l'aspetto maniacale e paranoico di tale attitudine. Il termine è entrato nell'uso comune e si riferisce alle teorie che combinano elementi "illogici" con la mancanza di prove, descrivendo con tale locuzione un punto di vista del mondo che interpreti praticamente tutti i più importanti eventi e le tendenze della storia come il risultato di cospirazioni segrete.
Il termine "complottista" può essere usato per indicare una persona che crede nelle cospirazioni; gli psicologi fanno notare che una persona che crede a una teoria del complotto può credere con la stessa facilità anche ad altre teorie del complotto ed è proprio questo che accade di norma. Questa correlazione, secondo psicologi che si occupano del fenomeno, deriva dal fatto che il credere in una teoria del complotto non è il risultato di una risposta mentale a un singolo evento, ma il riflesso, piuttosto, di una particolare visione del mondo onnicomprensiva. Per altro verso, l'idea di complotto colpisce l'immaginazione collettiva, rende apparentemente chiaro - fornendo una spiegazione, seppur illusoria e non comprovata - ciò che sembra a prima vista incomprensibile, suscita sentimenti contro un nemico comune; è stata quindi usata a più riprese dal potere in carica come strumento di costruzione del consenso, ma per converso anche dai partiti anti-establishment per raccogliere supporto politico. 
Il complottismo non è una sindrome delirante in senso stretto, ma una forma più attenuata di quello stesso processo psichico che, se amplificato, darebbe luogo ad una patologia conclamata. Il grado di espressione più fievole rende il complottismo più accettabile e condivisibile, favorendone la diffusione.
La realtà è complicata dal fatto che gruppi o individui potenti possono avere interesse nel cercare di screditare coloro i quali li accusano di crimini reali o immaginari. L'etichetta di "teoria del complotto" è stata utilizzata per squalificare, schernire e denigrare il dissenso politico o sociale, ad esempio quando una potente figura pubblica viene accusata di corruzione.
Nel giustificare la classificazione di una teoria come teoria del complotto, si tende a sollevare soprattutto le seguenti obiezioni logiche alla teoria:
1. Non è sostenuta da prove sufficienti.
2. È formulata in modo tale da essere non verificabile.
3. È complessa in maniera implausibile.

I sostenitori potrebbero altresì affermare che:
1. Le persone coinvolte nella cospirazione nascondono, distruggono od offuscano le prove.
2. Gli scettici non sono dotati di una sufficiente apertura mentale.
3. Gli scettici potrebbero essere politicamente motivati o avere interesse a mantenere lo status quo.
4. La sua complessità è dovuta al fatto che dietro al complotto potrebbero esserci più menti, per di più dotate di ingenti risorse monetarie.

### Cospirazionismo
La parola "cospirazione" deriva dal latino conspirare ("spirare assieme", "respirare assieme"), e nell'uso contemporaneo indica una situazione dove due o più persone si accordano per compiere un atto illegale o immorale. Le componenti essenziali sono il coinvolgimento di almeno due persone, la segretezza e l'intento malevolo. Tali cospirazioni sono considerate crimini nella maggior parte degli Stati e, come tali, possono essere perseguite in quanto finalizzate a commettere un atto illegale; le persone coinvolte possono essere indagate come facenti parte di una struttura criminosa, o anche, talvolta, per essere semplicemente a conoscenza della cospirazione e non aver agito per opporvisi.
Gli storici generalmente usano il termine per indicare una cospirazione reale e provata o, quanto meno, seriamente plausibile e con alcuni solidi elementi a supporto. Il termine "teoria del complotto" viene invece usato, in ambito sociologico, per indicare le cospirazioni solo presunte ma non dimostrate da alcunché. Lo storico Richard Hofstadter, nel saggio The Paranoid Style in American Politics del 1964, sostenne che la paranoia e la convinzione dell'esistenza di complotti hanno caratterizzato la storia degli Stati Uniti d'America fin dalla rivoluzione americana.
In Italia si utilizza, nel linguaggio politico e giornalistico, il termine "dietrologia", che indica la ricerca di supposte motivazioni nascoste che sarebbero all'origine di un avvenimento. Il punto cardine della dietrologia è la domanda cui prodest?, "a chi giova" un determinato fatto, sottintendendo come vera l'ipotesi che tale avvenimento sia stato per forza provocato ad arte da coloro a cui ha portato benefici di qualsiasi genere (non solo profitti economici).

### Dinamiche di formazione concettuale
In generale le teorie del complotto si basano quindi su ipotesi e congetture nonché sull'oscurità dei fatti in oggetto e delle relazioni tra di essi; pertanto risulta estremamente difficile provare e verificare tali avvenimenti. Gli autori delle varie teorie pro-cospirazione sostengono le loro asserzioni con vari argomenti, anche se spesso non si basano su fonti neutrali o su prove scientifiche riconosciute. In particolare, si riscontrano fenomeni come la sostituzione di informazioni carenti o equivoche con informazioni inventate, l'interpretazione arbitraria dei nomi, delle abbreviazioni e dei simbolismi e l'attribuzione del complotto ad altri autori di teorie del complotto.

## Critiche

### Controversie sull'uso dell'espressione
La discussione generale della teoria cospirativa è di per sé materia di contesa pubblica. I "teorici della cospirazione" sul web vengono spesso liquidati come un gruppo marginale e ridotto, ma la realtà suggerisce che al giorno d'oggi una vasta fetta di statunitensi - che attraversa in maniera trasversale etnie, sessi, educazione, occupazioni e altre suddivisioni - dà credito ad almeno alcune teorie cospirative.
Data quest'interpretazione popolare del termine, il rischio è che sia usato anche impropriamente, per respingere critiche significative e sostenute da prove. La legittimità di un uso questo tipo è pertanto questione controversa. Michael Parenti, in un saggio del 1996 che esamina il ruolo dei media progressisti nell'uso del termine, The JFK Assassination II: Conspiracy Phobia On The Left, afferma:
Le analisi strutturaliste o istituzionali mostrano che l'utilizzo della locuzione verrebbe abusato quando è applicato a istituzioni che agiscono nel conseguimento dei loro obiettivi riconosciuti, per esempio, quando un gruppo di colossi multinazionali si accorda sottobanco sui prezzi, per incrementare i profitti, finendo alle volte per asservire, di fatto, la dimensione pubblica e controllabile della politica al «primato del profitto di alcune élite chiuse che monopolizzano decisioni e guadagni» secondo la denuncia di Cardini:
[...] In altri termini, ci si potrebbe chiedere quale sia il rapporto fra l'effettivo potere detenuto e gestito, oggi, dal governo degli Stati Uniti d'America e il processo di globalizzazione. Ma in questi termini la domanda è mal posta. La vera e fondamentale questione è un'altra: quali sono le forze reali che sostengono, in parte controllano e in parte direttamente costituiscono il governo degli Stati Uniti d'America? Di quale potere sovrano esso è rappresentante, di quale sovrana volontà esso è l'esecutore, al di là delle forme giuridiche preposte a legittimarlo? È sua la detenzione del potere imperiale? Oppure dietro ad esso come dietro ad altre forze, attualmente in presenza nel mondo, si cela un impero invisibile che in realtà è irresponsabile – nel senso etimologico del termine: che cioè non è responsabile, non deve rispondere delle sue azioni perché nessuno è in grado di chiamarlo a risponderne – dinanzi ai suoi sudditi, che neppure sanno (o, almeno, non con chiarezza) di esser tali?»
(Franco Cardini, da Astrea e i Titani. Le lobbies americane alla conquista del mondo [2003], pp. 137-158, Roma-Bari, Laterza, 2005)
Ulteriori complicazioni si verificano per termini tecnici come UFO, il cui significato letterale è "oggetto volante non identificato" ma che, nel linguaggio comune, è finito per connotare astronavi aliene, un concetto anch'esso associato con alcune teorie cospirative, e quindi che possiede un certo stigma. Michael Parenti dà un esempio dell'uso del termine che mette in evidenza il conflitto nel suo utilizzo. Egli afferma:
Su un piano di critica più generale - rivolto al fenomeno e non alla confutazione delle singole sue manifestazioni - si possono così riassumere le argomentazioni contro le teorie del complotto. Esistono altre critiche che si possono muovere alle teorie del complotto in genere, tra cui la "quantità dei cospiratori" che prendono parte al complotto ipotizzato, che spesso dovrebbe essere molto grande, tanto grande da rendere difficile pensare che nessuno se ne penta e confessi o si lasci sfuggire delle informazioni; oppure la "capacità operativa" dei cospiratori, che spesso sono considerati così potenti da essere in grado di censurare qualsiasi notizia sgradita, manipolare prove scientifiche, influenzare l'economia e la politica mondiali e possedere strumenti e poteri sovrumani, dovrebbe essere tale da permettergli facilmente di uccidere o comunque neutralizzare coloro che mettono in risalto le loro macchinazioni e censurare le loro pubblicazioni.

### Scientificità

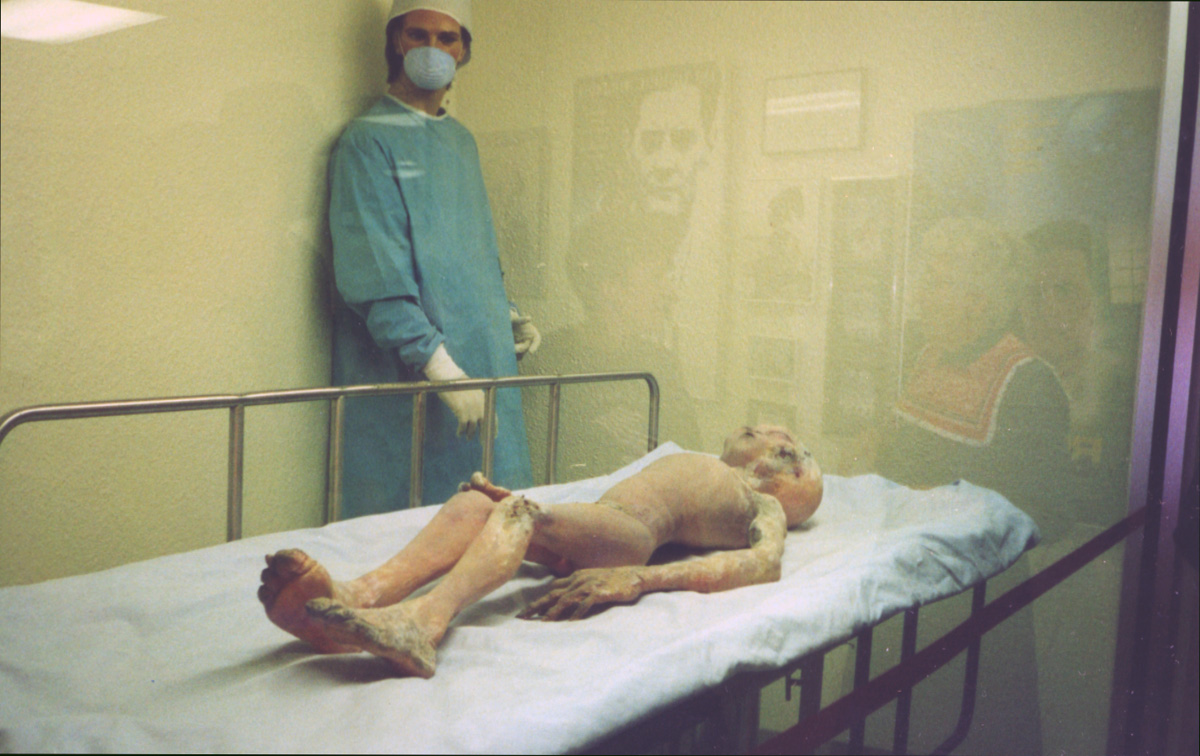
International UFO Museum: ricostruzione di una presunta autopsia aliena dopo l'incidente di Roswell

Karl Popper ha indicato i principi filosofici attraverso i quali sarebbe possibile distinguere la scienza dalla pseudoscienza. Secondo l'epistemologo austriaco le teorie scientifiche si presterebbero ad essere falsificabili da principio (confutabili), cioè essendo formulate in modo chiaro, esplicito, particolareggiato e non fraintendibile (ad esempio con supporto di dati e definizioni univoche) esse possono essere smentite in qualsiasi momento da fatti o dati di nuova acquisizione e sostituite con nuove teorie (altrettanto confutabili) non ancora smentite da fatti. Le teorie e asserzioni che non sono falsificabili di principio (troppo fumose, con dati e assunzioni inverificabili) non sarebbero, invece, scientifiche. Tuttavia Popper non afferma che una teoria non scientifica sia necessariamente falsa: più correttamente la scienza non è in grado di chiarire se sia verosimile o falsa. Popper afferma, inoltre, che molte teorie non scientifiche possono essere pre-scientifiche: cioè teorie che in un dato momento della storia non sono falsificabili di principio, ma che successivamente lo diventano, per effetto del progresso della conoscenza e della tecnologia (Popper cita la metafisica e fa l'esempio dell'atomismo di Democrito).
L'epistemologia post-popperiana ha evidenziato che atteggiamenti "fideistici", intesi come fiducia nella validità di una teoria al di là e nonostante iniziali (e apparenti) smentite sperimentali, sussistono anche negli scienziati e sono caratteristici della ricerca scientifica.
I critici delle teorie del complotto talvolta argomentano che molte di esse non sono passibili di falsificazione e, quindi, non sono scientifiche. L'argomentazione nasce dalla struttura logica di certi tipi di teoria del complotto. Queste costituirebbero una quantificazione esistenziale non circostanziata, che sosterrebbe l'esistenza di soggetti, azioni od oggetti, senza specificare tempo e luogo nel quale essa sia stata o possa essere osservata. L'esistenza del complotto sarebbe da considerarsi veritiera quindi, al di là di qualsiasi verifica sperimentale.
La non percettibilità immediata del fenomeno sarebbe attribuita dai complottisti a osservazioni fatte nel momento o nel posto sbagliato, ovvero all'attività di copertura della cospirazione stessa. Dal punto di vista dei complottisti, dimostrare che la cospirazione non esista (ovvero falsificare la teoria) diventerebbe impossibile e questo renderebbe tali teorie non-scientifiche. Ad esempio, si consideri come viene dimostrata, di solito, la consistenza reale di una delle principali varianti della teoria del complotto sugli UFO (una diffusa teoria secondo la quale la venuta degli alieni sulla Terra, realmente accaduta, sarebbe stata occultata), a fronte delle smentite ufficiali. Poiché la teoria non specifica quando o dove la visita o il complotto siano avvenuti, non è possibile dimostrarne la falsità. In via ipotetica, non servirebbe a nulla neppure esaminare da cima a fondo gli archivi del Pentagono, o di qualsiasi altro organo governativo, dal momento che si potrebbe sempre obiettare che i documenti ufficiali sull'evento sono archiviati in qualche altro archivio a cui non si ha accesso.
Un'altra obiezione che gli scettici muovono ai teorici del complotto è il ricorso costante a ipotesi ad hoc ogni volta che un fatto sembri falsificare la loro teoria. Proseguendo l'esempio della teoria del complotto UFO, anche se si potesse accedere liberamente agli archivi del Pentagono (o di qualche altro ente governativo) e non si trovasse alcun riscontro, si può sempre sostenere che esiste un altro archivio segreto, da qualche altra parte, che contenga i documenti che dettagliano il complotto, ma a cui non si ha (ancora) accesso. E se si scoprisse davvero un archivio segreto del genere, ma che non contenga ugualmente documenti probanti del presunto complotto, allora si potrebbe ipotizzare l'esistenza di un terzo archivio, ancora più segreto, e così via all'infinito. Oppure si può sostenere che quei documenti siano stati distrutti, pur non potendo circostanziare quando, dove e da chi.
Jerry Bowyer, riferendosi alle accuse che la seconda guerra del Golfo fosse il risultato della volontà di George W. Bush di seguire le direttive delle compagnie petrolifere, disse: «Preferisco questa teoria del complotto, rispetto alle altre, perché è una delle poche che permette di essere confutata empiricamente». Egli fece notare come il declino dei valori azionari di dette compagnie fosse una dimostrazione a confutazione di tale teoria. In risposta a queste obiezioni, alcuni controbattono che l'applicabilità del criterio di Popper alle scienze sociali, con lo stesso rigore con cui viene applicato alle scienze naturali, è oggetto di discussione.
Molte teorie politiche, psicologiche e sociologiche possono non essere scientifiche, in base al criterio di Popper, perché non generano delle predizioni falsificabili con sicurezza; allo stesso modo molte teorie storiografiche si basano su presupposti non interpretabili univocamente o non sempre riscontrabili. Popper stesso, proprio per questi motivi, rigettò le pretese di scientificità avanzate da marxismo e psicoanalisi. Un altro argomento che gli scettici oppongono ai teorici del complotto è il rasoio di Occam, il principio secondo cui fra più assunzioni per spiegare un dato fenomeno va scelta quella che spiega in modo più semplice l'evento.

### Strumentalizzazione politica
Umberto Eco ha fatto notare come spesso i complotti, pur mostrandosi come spiegazioni invise ai potenti, siano essi stessi uno strumento di potere utilizzato per screditare i nemici politici o creare un capro espiatorio, come fece il regime nazista grazie ai Protocolli dei Savi di Sion, o Nerone che incolpò i cristiani del grande incendio di Roma. I complotti veri, invece, come il golpe cileno del 1973, sarebbero stati tragicamente evidenti e rapidi.
Alcune teorie sarebbero usate in chiave politica, come ad esempio il negazionismo dell'Olocausto per riabilitare il nazismo, ma si possono trovare riferimenti a teorie del complotto anche in pubblicazioni politiche o religiose di qualsiasi fazione, volte a screditare gli avversari ideologici in mancanza di argomenti concreti o volte a cementare la coesione del gruppo escludendo ogni dialettica interna. La strumentalizzazione è anche una nuova modalità di propaganda che sarebbe utilizzata in politica estera per influenzare le opinioni pubbliche, mediante la divulgazione di argomenti fantoccio, a spiegazione di determinati eventi, in grado di alterare la fiducia delle popolazioni nei confronti delle loro classi dirigenti.

### Interessi economici
Alcune teorie del complotto sono create per motivi di business e allo scopo di vendere materiale portatore di fake news.

## Argomentazioni
Gli argomenti sui quali si basano tali teorie spaziano in una serie di campi: economico, politico, scientifico e medico e generalmente si basano su fatti storici gravi e imprevedibili, come gli attacchi terroristici, gli assassinii o le catastrofi naturali oppure su fenomeni fisici che avrebbero o hanno un grande impatto sulla società, come la fusione a freddo. Siffatti argomenti, che tendono a descrivere fenomeni o eventi complessi e importanti con spiegazioni semplici e lineari che prevedono l'intervento di una regia occulta, mostrano una certa semplicità che però è in genere solo apparente perché per spiegarne le incongruenze vengono poi ideate delle modifiche che la rendono estremamente contorta. 
Tra gli elementi su cui si basano i sostenitori di tali teorie vi sono stati avvenimenti, utilizzati con la tecnica del paralogismo: essi invocano l'esistenza di specifici progetti dei governi che, tenuti segreti nel loro svolgersi, è stata talvolta pacificamente riconosciuta in seguito dagli stessi governi, o da un ampio numero di esperti o documenti postumi. Proprio il loro essere stati tenuti all'oscuro per molti anni alimenta la ricostruzione postuma di coloro che li utilizzano, in buona o in mala fede, come attività atte a realizzare gli eventi descritti nelle teorie del complotto.
Il politologo ed ex deputato del Partito Democratico Salvatore Vassallo ha notato altresì, durante la pandemia di COVID-19, che le teorie sull'esistenza di complotti e la sfiducia nella scienza provengono soprattutto dalla destra. Basti pensare al suprematista David Duke che attribuì la nascita del virus ad esperimenti compiuti dai sionisti per creare un nuovo ordine mondiale, chiaro esempio del cosiddetto divario di Goebbels.

### I rapporti con le leggende metropolitane
Esiste una notevole somiglianza tra certe teorie del complotto e le leggende metropolitane. Molte di queste, in particolare quelle che toccano il governo o il mondo della finanza, hanno alcuni, anche se non tutti, gli attributi tipici delle teorie del complotto. In particolare la diffusione sui social media di ricostruzioni imprecise delle sequenze cronologiche di alcuni eventi possono essere frutto di approssimazione e di proliferazione di informazioni erronee, assai più che vere e proprie teorie cospirative.

## Influenza nella narrativa e nella cultura di massa
Dagli anni sessanta in particolare, la teoria del complotto è divenuta un soggetto popolare per la fiction. Un tema frequente in questo tipo di opere è che i personaggi che scoprono una cospirazione segreta potrebbero essere incapaci di raccontare la verità sulla cospirazione, o anche solo cosa è reale: indiscrezioni, propaganda e contro-propaganda, costruite l'una sull'altra, fino a quando ciò che è cospirazione e ciò che è una coincidenza diventano indistinguibili. Grazie a questo meccanismo narrativo è possibile costruire una trama ricca di colpi di scena, a volte con l'aggiunta di elementi fantascientifici, come il viaggio nel tempo o altre tecnologie futuribili o del tutto immaginarie. Alcune opere nella letteratura sono Il pendolo di Foucault (1988) di Umberto Eco,  la Trilogia degli Illuminati (1975) di Robert Shea e Robert Anton Wilson e il romanzo del 2003, Il codice da Vinci; nel cinema e televisione, il film Essi Vivono (1988) di John Carpenter, JFK - Un caso ancora aperto (1991) di Oliver Stone e la serie tv statunitense X-Files (The X-Files), ideata da Chris Carter e trasmessa tra il 1993 e il 2002; nei videogiochi le serie Metal Gear di Hideo Kojima,  Assassin's Creed di Ubisoft e Deus Ex di Square Enix.